# Leptogaster moluccana
Leptogaster moluccana là một loài ruồi trong họ Asilidae. Leptogaster moluccana được Doleschall miêu tả năm 1857. Loài này phân bố ở miền Australasia.